# Xeronema
Xeronema ist die einzige Gattung der monogenerischen Familie der Xeronemataceae innerhalb der Einkeimblättrigen Pflanzen (Monokotyledonen). Es gibt nur zwei Arten in der Gattung und damit in der Familie. Die beiden Arten besitzen ein disjunktes Areal im südwestlichen Pazifik: Neukaledonien und zwei Inseln vor der Nordküste der Nordinsel Neuseelands. Sie werden selten auch als Zierpflanzen genutzt.

## Beschreibung

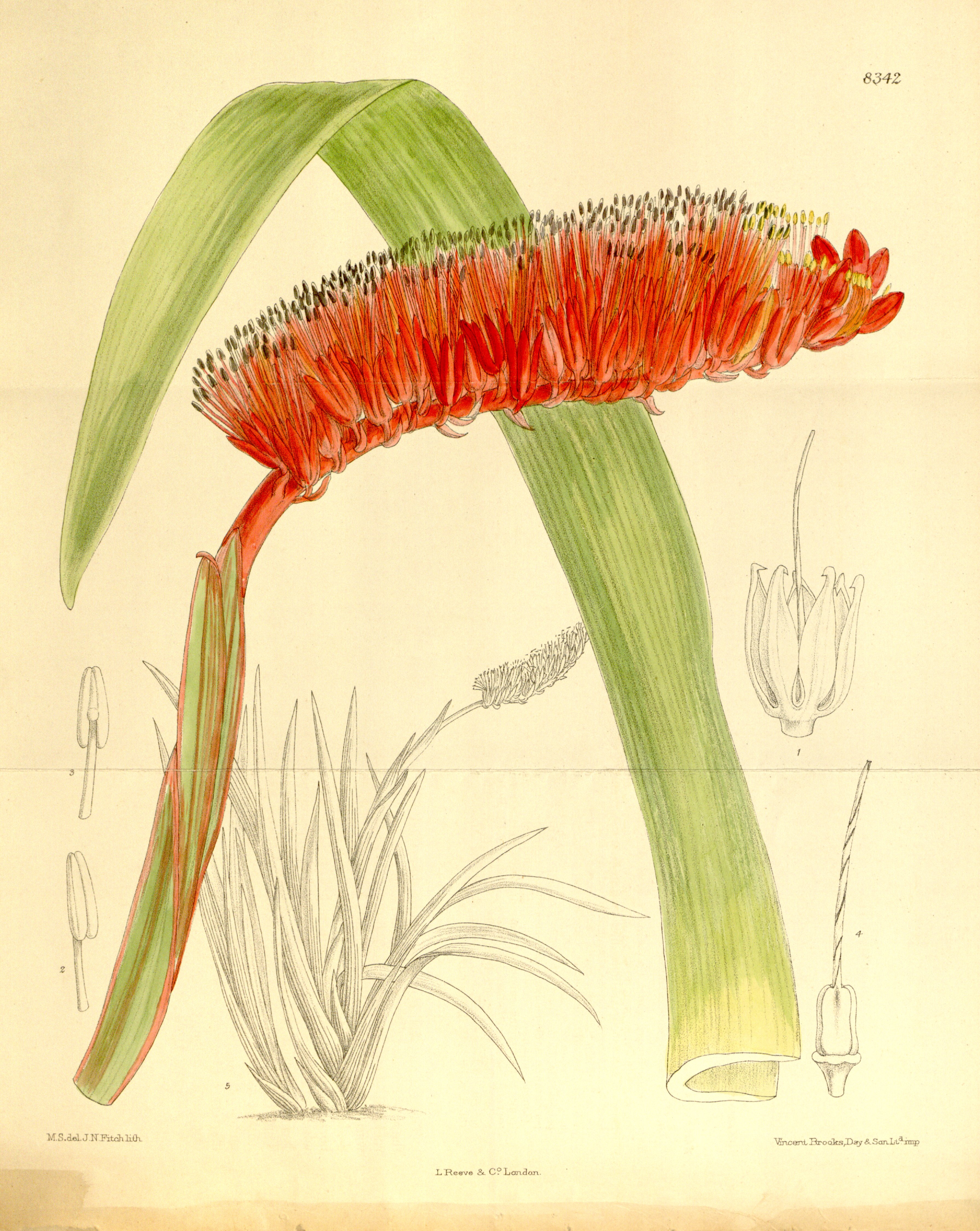
Illustration von Xeronema moorei

Xeronema-Arten wachsen als große, aufrechte, ausdauernde krautige Pflanzen. Die Pflanzen bilden Rhizome als Überdauerungsorgane. Die wechselständig und zweizeilig angeordneten Laubblätter sind ungestielt und einfach. Die bifaciale, flache, ledrige Blattspreite ist lanzettlich und parallelnervig. Der Blattrand ist glatt.
Die Blüten stehen zu vielen dicht in endständigen, ährigen Blütenständen zusammen und sind nach oben orientiert. Hochblätter sind vorhanden. Die großen, radiärsymmetrischen Blüten sind zwittrig und dreizählig. Die sechs gleichgestaltigen Blütenhüllblätter (Tepalen) sind karminrot. Es sind zwei Kreise mit je drei freien, fertilen Staubblättern vorhanden; sie überragen die Kronblätter weit. Der bootförmige Pollen ist monosulcat. Die drei Fruchtblätter sind zu einem oberständigen Fruchtknoten verwachsen. Der Griffel endet in einer Narbe.
Die purpurfarbenen, dreifächerigen Kapselfrüchte enthalten viele schwarze Samen.

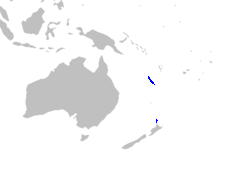
Verbreitungskarte der Gattung/Familie.

## Systematik und Verbreitung
Die Gattung Xeronema wurde früher in die Familien der Asphodelaceae, Hemerocallidaceae, Liliaceae und Phormiaceae eingeordnet. Die Familie Xeronemataceae wurde erst 2000 von Mark Wayne Chase, Paula Rudall und Michael Francis Fay in Xeronemataceae, a new family of asparagoid lilies from New Caledonia and New Zealand, in Kew Bulletin, Volume 55, Issue 4, 2000, S. 865–870. aufgestellt.
In der Gattung Xeronema Brongn. & Gris gibt es nur zwei Arten:
- Xeronema callistemon W.R.B.Oliv.: Diese Art ist auf zwei Inseln vor der Nordküste der Nordinsel Neuseelands beheimatet (auf Poor Knights Islands und auf Taranga, eine der Hen and Chickens Islands). Es gibt zwei Formen:[1]
  - Xeronema callistemon f. bracteosa (L.B.Moore) de Lange & E.K.Cameron: Sie kommt auf den Poor Knights Islands vor.[1]
  - Xeronema callistemon f. callistemon: Sie kommt auf den Poor Knights Islands und auf Taranga vor.[1]
- Xeronema moorei Brongn. & Gris: Die Heimat ist Neukaledonien.[1]